# Ростажево
Ростажево (пол. Rostarzewo, нім. Rothenburg an der Obra) — село в Польщі, у гміні Раконевиці Ґродзиського повіту Великопольського воєводства.
Населення — 1595 осіб (2011).
У 1975-1998 роках село належало до Познанського воєводства.

## Демографія
Демографічна структура станом на 31 березня 2011 року:
|          | Загалом | Допрацездатний вік | Працездатний вік | Постпрацездатний вік |
| -------- | ------- | ------------------ | ---------------- | -------------------- |
| Чоловіки | 801     | 184                | 555              | 62                   |
| Жінки    | 794     | 160                | 491              | 143                  |
| Разом    | 1595    | 344                | 1046             | 205                  |